# Orangefield
«Orangefield» es una canción del músico norirlandés Van Morrison publicada en el álbum de 1989 Avalon Sunset y como sencillo el mismo año.
La canción tiene lugar en un "día dorado de otoño" y su nombre deriva de la escuela Orangefield High School en la que Morrison estudió durante su juventud en Belfast. 
Clinton Heylin escribió sobre la canción: "Ciertamente, en "Orangefield" las palabras dicen muy poco, pero el modo es muy persuasivo. De nuevo en contacto con el espíritu de antaño, él camina a través del viejo parque rememorando "un día dorado de otoño" cuando viniste hacia mí en Orangefield".
"Orangefield" fue publicada en el video de 1990 Van Morrison The Concert.

## Personal
- Van Morrison: guitarra y voz
- Arty McGlynn: guitarra
- Neil Drinkwater: piano
- Clive Culbertson: bajo
- Roy Jones, Dave Early: batería y percusión
- Katie Kissoon, Carol Kenyon: coros